# Vladímir Markóvnikov
Vladímir Vassílievitx Markóvnikov (en rus Владимир Васильевич Марковников), nascut a Knjaginino, óblast de Nijni Nóvgorod, el 22 de desembre de 1838 i traspassat l'11 de febrer de 1904 a Moscou, fou un químic orgànic rus.

## Biografia
Markóvnikov primer estudià economia i, després de la graduació el 1856, es convertí en assistent del químic Aleksandr Bútlerov a Kazan i Sant Petersburg. Quatre anys més tard el 1860, es traslladà a Alemanya durant dos anys, on estudià amb Richard Erlenmeyer i Hermann Kolbe. Tornà a Rússia, on rebé el seu doctorat el 1869 i succeí a Butlerov en la seva càtedra a la Universitat de Kazan. Després d'un conflicte amb aquesta universitat fou nomenat professor a la Universitat d'Odessa el 1871, i només dos anys més tard de la de Moscou, on va romandre la resta de la seva carrera.

## Obra
Markóvnikov és conegut per la regla de Markóvnikov, que va desenvolupar el 1869 per descriure les reaccions d'addició d'halurs d'hidrogen, HX, a alquens. D'acord amb aquesta regla, el nucleòfil X- s'uneix a l'àtom de carboni amb menys àtoms d'hidrogen, mentre que el protó, H+, s'uneix a l'àtom de carboni amb més àtoms d'hidrogen lligats a ell. Així, el clorur d'hidrogen, HCl, s'addiciona al propè, CH₃-CH=CH₂ per produir 2-cloropropà, CH₃CHClCH₃ en lloc de l'isòmer 1-cloropropà CH₃CH₂CH₂Cl. Aquesta regla és útil per predir les estructures moleculars dels productes de les reaccions d'addició. El fet que el bromur d'hidrogen s'addicioni tant seguint la regla de Markóvnikov, o de la manera contrària (anti-Markóvnikov) no es comprengué fins que Morris S. Kharasch oferí una explicació en 1933.
Hughes ha debatut sobre les raons de la manca de reconeixement del treball de Markóvnikov durant la seva vida. Tot i que publicà sobretot a Rússia, no fou comprès per la majoria dels químics de l'Europa occidental. L'article de 1870 en què va establir per primera vegada la seva regla fou escrit en alemany. No obstant això, la regla s'inclogué en un annex de 4 pàgines a un article de 26 pàgines sobre isòmers de l'àcid butíric, i amb base en l'evidència experimental molt lleu fins i tot per als estàndards de l'època. Hughes arriba a la conclusió que la norma era una conjectura inspirada, no justificada per les proves del temps, però que després va resultar ser correcta (en la majoria dels casos).
Markóvnikov també contribuí a la química orgànica en trobar anells de carboni amb menys de sis àtoms de carboni, un anell amb quatre àtoms de carboni el 1879, i amb més, un anell amb set el 1889. També demostrà que els àcids butíric i isobutíric tenen la mateixa fórmula química (C₄H₈O₂), però diferents estructures, és a dir, són isòmers.

## Descobriments i assoliments
· 1869: formulà regles sobre la direcció del flux de les reaccions d'addició, eliminació i substitució en el doble enllaç i d'isomerització depenent de l'estructura química de la matèria, conegudes ara com la regla de Markóvnikov.
· 1879: es va aconseguir sintetitzar per primera vegada l'àcid dicarboxílic.
· 1883: va obrir una nova classe de compostos orgànics, els naftalens.
· 1892: Va obrir la primera reacció d'isomerització d'hidrocarburs cíclics amb el cicle decreixent.

## Regla de Markóvnikov
Markóvnikov va mostrar, en particular, que el producte obtingut sovint durant la reacció d'addició electròfila és l'obtingut a través de la carbocatió més estable.
L'estabilitat del carbocatió (derivat del postulat de Hammond en cinètica) primer augmenta a causa de la deslocalització d'electrons, i en menor mesura disminueix amb la presència d'un àtom molt electronegatiu amb un espai electrònic, i finalment la classe del carbocatió.
I també mitjançant l'addició d'un àcid d'halogen (HCl, HBr, HI) · HCl, HBr, HI es fixen directament al doble enllaç de l'addició de l'àcid d'halogen és d'acord amb la regla de Markovnikov ", mentre que l'addició d'una molècula de forma HX, l'hidrogen s'uneix al carboni més hidrogenat.